# Бриг

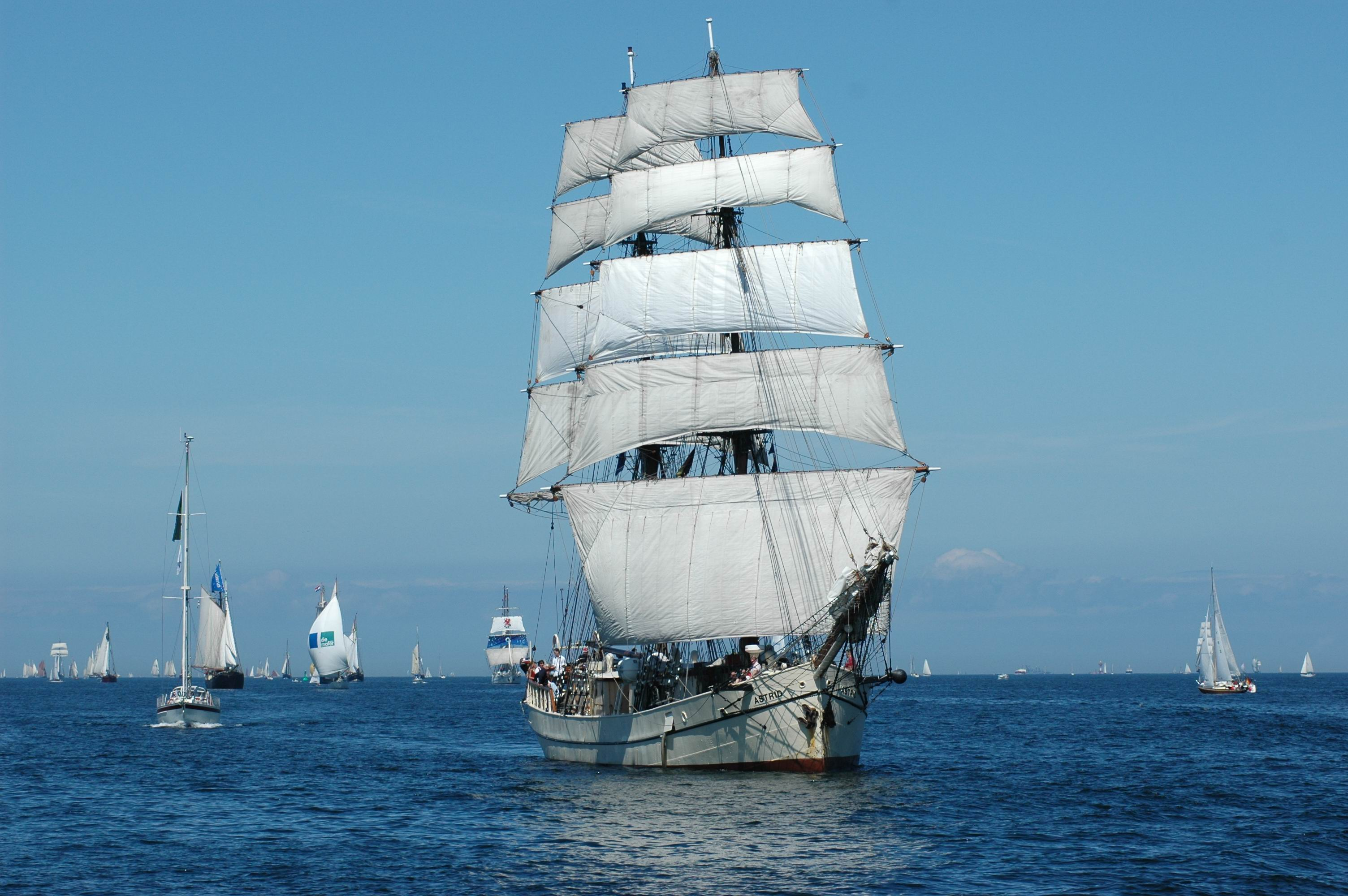
Бриг Astrid

Бриг Леді Вашингтон

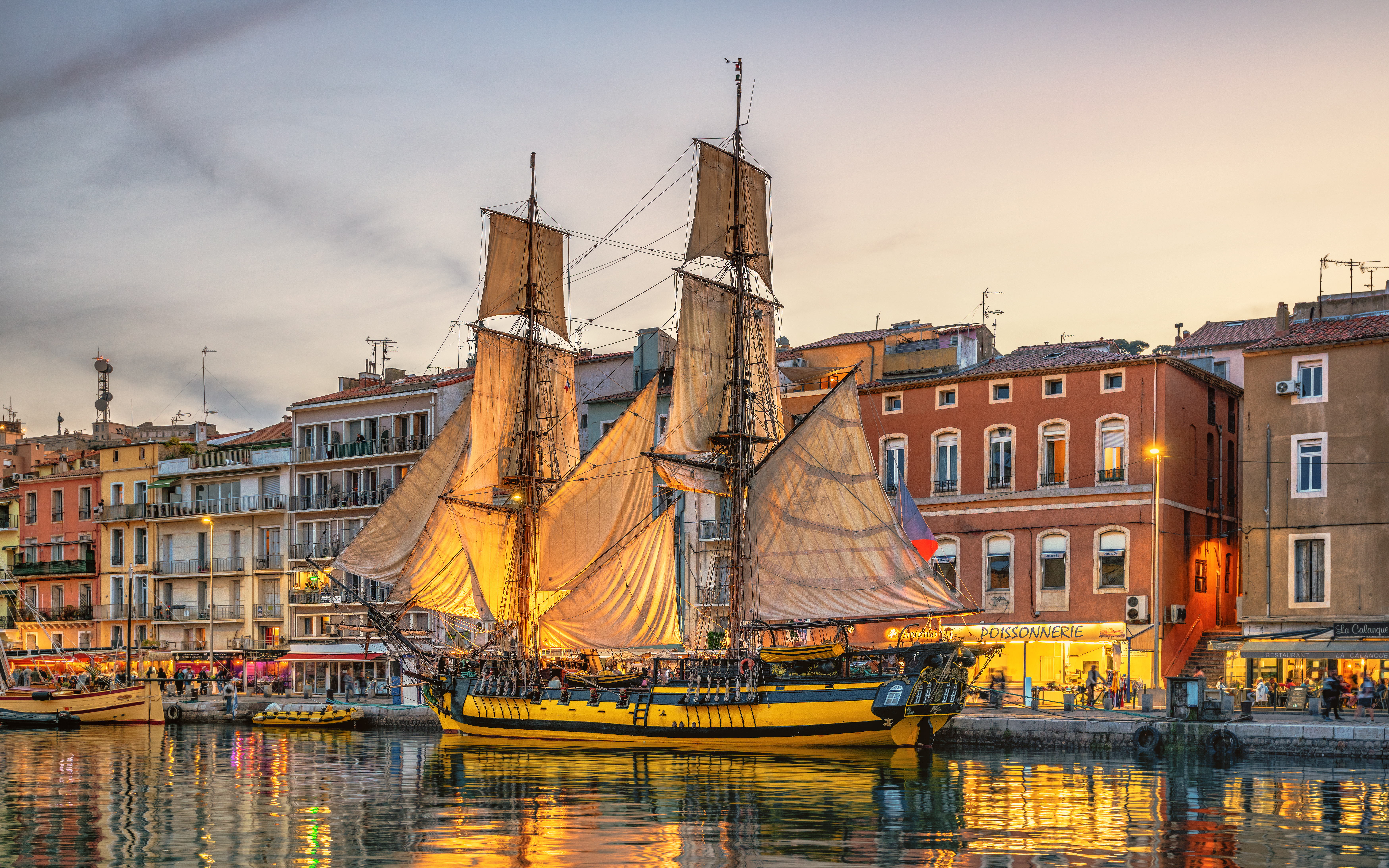
Бриг La Grace

Бриг (англ. brig від італ. brigantino — «бригантина») — двощоглове вітрильне судно XVIII—XIX ст.

## Особливості конструкції
Вітрила у брига прямі на фок-щоглі та грот-щоглі і з одним косим (гафельним) гротом. На грот-реї не було грота, а нижня частина грот-щогли оснащена як бізань-щогла: гафельним вітрилом на гафелі й гіку. На місці звичайної грота-реї знаходилася суха рея (бегін-рея) і грота-трисель (або косий грот), який, як і бізань, мав гафель і гік. Однак це вітрило було більших розмірів, ніж звичайна бізань.
Бриг — найменше вітрильне судно, створене на основі малої бригантини і шняви, з прямою оснасткою на двох щоглах. Тоннаж не перевищує 350 т, довжина — 30 м, ширина — 9 м і глибина трюму — не більше 6 м. Озброєння брига — 6-24 невеликих гармат або карронад, розміщених на відкритій палубі.
Зазвичай бриги використовувалися для крейсерської та посильної служби. З 1770 року бриг у військовому флоті став застосовуватися для розвідки.

## Деякі відомі бриги
- Бриг «Меркурій» (Російська імперія, 1820—1857)
- «Бігль», корабель, на якому здійснив навколосвітну подорож Чарлз Дарвін (Велика Британія, 1820—1825, перероблений у барк 1825—1870)
- «Ейд» (Велика Британія, 1809—1817, перероблений у барк 1817—1853)